# Dookie
Dookie és el tercer àlbum d'estudi de la formació estatunidenca Green Day. L'àlbum va ser la primera col·laboració de la banda amb Rob Cavallo. Va ser llençat l'1 de febrer de 1994 sota el segell Reprise Records als Estats Units. Dookie va esdevenir un èxit mundial i va aconseguir arribar a ser número dos a la Billboard 200 dels Estats Units i entrar a les llistes de sis països més.
Se'n van extreure cinc senzills: «Longview», la regravada «Welcome to Paradise», «Basket Case», «She» i «When I Come Around». Dookie va guanyar el premi Grammy al millor àlbum de música alternativa el 1995.

## Llista de cançons
1. Burn out
2. Having a Blast
3. Chump
4. Longview
5. Welcome to Paradise
6. Pulling Teeth
7. Basket Case
8. She
9. Sassafras Roots
10. When I Come Around
11. Coming Clean
12. Emenius Sleepus
13. In the End
14. F.O.D. (Coming clean)

## Crèdit
- Billie Joe Armstrong – vocalista i guitarra (percussió a "All By Myself")
- Mike Dirnt – baix i cors
- Tré Cool – bateria (vocalista i guitarra a "All By Myself")
- Rob Cavallo – productor
- Green Day – productor
- Jerry Finn - mescles
- Neill King – tècnic de so
- Casey McCrankin – tècnic de so
- Richie Bucher – disseny de la portada

## Guardons
Premis
- 1995: Grammy al millor àlbum de música alternativa